# Església parroquial de Santa Eulàlia de Ronçana
Església parroquial de Santa Eulàlia de Ronçana és una església del municipi de Santa Eulàlia de Ronçana (Vallès Oriental) inclosa en l'Inventari del Patrimoni Arquitectònic de Catalunya.

## Descripció
Tot i que la seva tipologia respon a una capella romànica, no hi ha cap dada documental anterior al segle xvi, en què apareix a les visites pastorals. Durant aquest mateix segle deuria haver estat reedificada ho indica la data del 1568 de la portada, conservant la seva estructura romànica. És possible que part de la decoració interior, que quasi no es conserva, sigui del segle xviii, com ho indica la data del presbiteri de l'any 1727.

## Història
La primera documentació de la parròquia és de l'any 932. L'any 1059 era una de les parròquies que formaven part de la baronia de Montbui. En un testament del 26 de juny de 1114 –transcrit 1124 a l'arxiu de Santa Anna– Pere Gibert fa una donació a l'església de Santa Eulàlia de Manzana. Apareix en molts altres documents, sense especificar exactament quan fou edificada. Es va reedificar l'any 1880, aprofitant la portada del segle xvii, trossos de mur i dues claus de volta. Sembla que era una església petita i es va ampliar molt. En diferents visites pastorals apareixen mencions a petites reformes: el 1626 es demana reparar la volta de l'altar major. El 1737 es demana blanquejar les parets interiors.
La tradició diu que l'església vella seria prop de Can Brustenga.